# Facultad de Química Farmacéutica (Universidad de Antioquia)
La Facultad de Ciencias Farmacéuticas y Alimentarias es una unidad académica de la Universidad de Antioquia -UdeA-, fundada en 1915, se encuentra ubicada en la Ciudad Universitaria, en la ciudad de Medellín, Colombia. Se dedica al estudio, producción y aplicación de los conocimientos en las áreas de medicamentos, alimentos, cosméticos y productos naturales. Además, desarrolla programas académicos de formación en pregrado y posgrado y promueve actividades de investigación, docencia y extensión. A partir del año 2015 se cambió el nombre a Facultad de Ciencias Farmacéuticas y Alimentarias

## Gobierno
La Facultad está administrada por un decano, quien representa al rector en la Facultad y es designado por el Consejo Superior Universitario para períodos de tres años. Existe un Consejo decisorio en lo académico y asesor en los demás asuntos. Está integrado así: el Decano, quien preside, El Vicedecano, quien actúa como Secretario con voz y sin voto, el Jefe del Centro de Extensión, los tres jefes de Departamento, un egresado graduado designado por las asociaciones de egresados y que no esté vinculado laboralmente con la Universidad para un período de dos años, un profesor elegido por los profesores de la Facultad en votación universal, directa y secreta para un período de un año y un estudiante elegido por los estudiantes de la misma en votación universal, directa y secreta para un período de un año. El elegido puede cumplir los requisitos del representante estudiantil ante el Consejo Superior.

## Programas
Pregrado
Programas profesionales:
- Ciencias Culinarias
- Química Farmacéutica
- Ciencia y Tecnología de Alimentos
- Ingeniería de Alimentos

Programas tecnológicos:

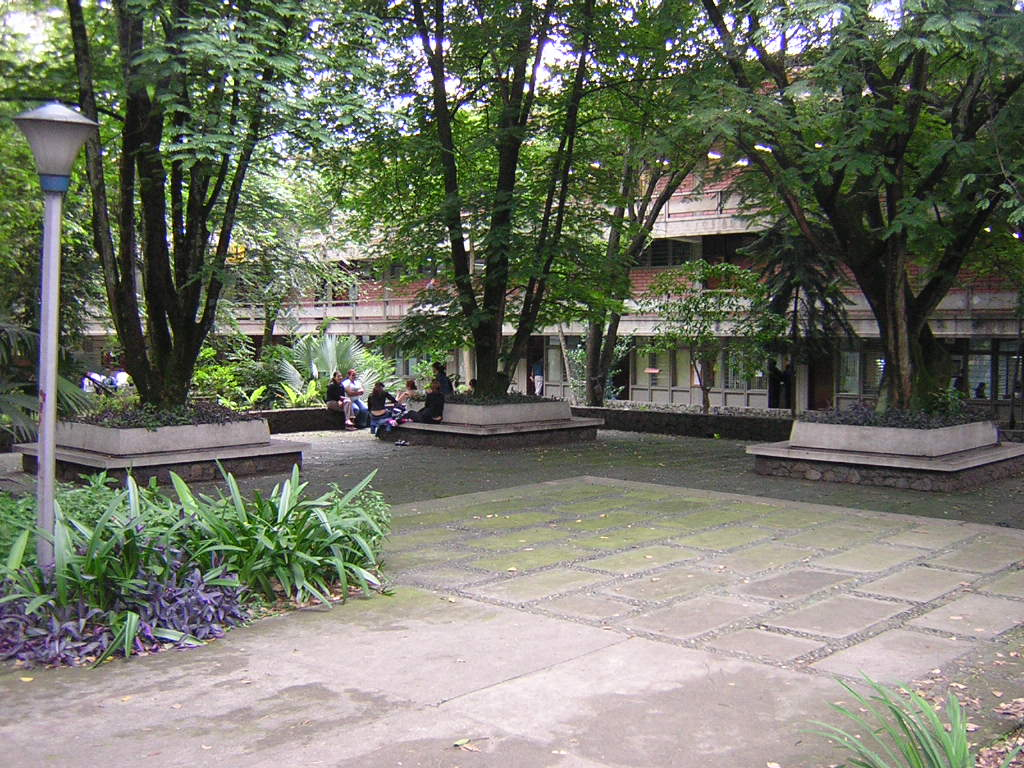
Áreas verdes, al fondo Bloque 2 sede de la
Facultad.

- Tecnología en Regencia de Farmacia
- Tecnología de Alimentos Regiones

Posgrado
- Doctorado en Ciencias Farmacéuticas y Alimentarias
- Maestría en Ciencias Farmacéuticas
- Maestría Internacional en Atención Farmacéutica
- Especialización Tecnológica en Regencia de Farmacia